# Jean-François Persoz
 (août 2019).
Si vous disposez d'ouvrages ou d'articles de référence ou si vous connaissez des sites web de qualité traitant du thème abordé ici, merci de compléter l'article en donnant les références utiles à sa vérifiabilité et en les liant à la section « Notes et références ».
Jean-François Persoz est un chimiste français né à Cortaillod (maintenant en Suisse) le 9 juin 1805 et mort à Paris le 12 septembre 1868.

## Biographie
Il fut le préparateur de Louis Thénard au Collège de France en 1828 puis fut nommé professeur de chimie à l'université de Strasbourg. En 1830, il y devint directeur de l’école de pharmacie et eut pour mission d’inspecter les pharmacies du département. En 1850, il succéda à Jean-Baptiste Dumas à la Sorbonne et dispense un cours de teinturerie et d’impression sur tissus au Conservatoire national des arts et métiers (CNAM) où il obtint une chaire de chimie industrielle en 1852.
Persoz étudia la solubilité des corps ainsi que leur volume moléculaire, la dextrine et la garance. Mais surtout, il isola en 1833, avec Anselme Payen, l’amylase du malt (ils l'appelaient «diastase») et mit en évidence sa présence dans la salive (c'était la première enzyme isolée et étudiée). En 1835, avec Jean-Baptiste Biot, il montre que l’on peut suivre l’inversion du sucre de canne simplement en observant d’une façon continue les variations du pouvoir rotatoire d’une solution de sucre préalablement acidifiée.

## Famille
Jean-François Persoz a un fils, Jules-François, né le 12 juillet 1837 à Strasbourg, nommé chevalier de la Légion d'honneur en 1898.